# Danmark 1960
Danmark 1960 er en dansk undervisningsfilm fra 1961 med instruktion og manuskript af Tørk Haxthausen.

## Handling
Om Danmark, danskeren og landets historie og landområdets geografiske historie. Fremstillet til brug ved geografiundervisningen i udenlandske skoler. Foruden en skildring af landets geografiske struktur gives et historisk overblik over landets udvikling som landbrugs- og søfartsnation og den ændring, der i den nyere tid har fundet sted i landets udenrigshandel.